# Nikolai Georgijewitsch Selesnjow
Nikolai Georgijewitsch Selesnjow (russisch Николай Георгиевич Селезнёв; * 6. Dezemberjul. / 19. Dezember 1906greg. im Gouvernement Tambow, Russisches Kaiserreich; † 20. April 1994 in Moskau) war ein sowjetischer Offizier und zuletzt Generaloberst der Flieger.

## Leben
Nikolai Georgijewitsch Selesnjow trat 1923 in die Rote Armee ein und wurde später Offizier der Luftstreitkräfte der Sowjetunion. Nach zahlreichen Verwendungen als Offizier und Stabsoffizier nahm er am Winterkrieg (30. November 1939 bis 13. März 1940) gegen Finnland teil und war während des Deutsch-Sowjetischen Krieges (22. Juni 1941 bis 2. Mai 1945) zunächst als Nachfolger von Oberst Wassili Nikolajewitsch Schdanow vom 25. Dezember 1941 bis zu seiner Ablösung durch Fjodor Semjonowitsch Chatminski am 18. August 1942 Kommandeur der 23. Luftarmee. Daraufhin war er zwischen dem 18. August 1942 und dem 8. Februar 1943 zunächst Chef des Stabes der 8. Luftarmee, mit der er in der Schlacht von Stalingrad (23. August 1942 bis 2. Februar 1943) eingesetzt war. Im Anschluss fungierte er vom 17. Februar bis zum 22. Juni 1943 als Chef des Stabes der 17. Luftarmee und wurde in dieser Funktion am 17. März 1943 zum Generalmajor der Flieger befördert.
Am 1. Juli 1943 wurde Generalmajor Selesnjow Chef des Stabes der 5. Luftarmee und hatte diesen Posten bis zum 8. Mai 1945 inne. Er nahm mit der 5. Luftarmee an der Belgorod-Charkower Operation (3. bis 23. August 1943), der Schlacht am Dnepr (26. August bis 20. Dezember 1943), der Operation Jassy-Kischinew (20. bis 29. August 1944), der Debrecener Operation (6. bis zum 27./28. Oktober 1944) sowie der Wiener Operation (16. März bis 15. April 1945) teil und wurde in dieser Verwendung am 13. September 1944 zum Generalleutnant der Flieger befördert. Nach der bedingungslosen Kapitulation der Wehrmacht und dem Ende des Zweiten Weltkrieges auf dem europäischen Kriegsschauplatz am 8. Mai 1945 wurde er am 12. Juni 1945 Chef des Stabes der 12. Luftarmee. Er hatte diesen bis September 1945 inne und nahm an der Operation Auguststurm (9. August bis 2. September 1945) teil, nach dem Japanisch-Sowjetischen Grenzkonflikt von 1939 die erste militärische Aktion der Sowjetunion gegen das Kaiserreich Japan.
Nach der Kapitulation Japans am 2. September 1945 und dem Ende des Zweiten Weltkrieges war er zwischen 1946 und 1950 Kommandant der höheren taktischen Flugschule der Luftwaffe und daraufhin stellvertretender Kommandant für wissenschaftliche und Bildungsarbeit der Militärakademie der Luftstreitkräfte. Zuletzt wurde er am 27. April 1962 zum Generaloberst der Flieger befördert. Nach seinem Tode wurde er auf dem Friedhof Trojekurowo in Moskau beigesetzt.
Für seine langjährigen Verdienste wurde Schotschikow mehrfach ausgezeichnet und erhielt unter anderem folgende Orden und Auszeichnungen: den Leninorden (1949), vier Mal den Rotbannerorden (1940, 1942), den Kutusoworden Erster Klasse, zwei Mal den Suworow-Orden Zweiter Klasse (1944, 1945), den Kutusoworden Zweiter Klasse (1945), den Alexander-Newski-Orden (1943), zwei Mal den Orden des Vaterländischen Krieges Erster Klasse (1943, 1985), die Jubiläumsmedaille „Zum Gedenken an den 100. Geburtstag von Wladimir Iljitsch Lenin“, die Medaille „Für die Verteidigung Stalingrads“, die Medaille „Für die Verteidigung Leningrads“, die Medaille „Für den Sieg über Japan“, die Medaille „Sieg über Deutschland“, die Medaille „30 Jahre Sowjetarmee und Flotte“, die Medaille „40 Jahre Streitkräfte der UdSSR“, die Medaille „50 Jahre Streitkräfte der UdSSR“, die Medaille „60 Jahre Streitkräfte der UdSSR“, die Medaille „20. Jahrestag des Sieges im Großen Vaterländischen Krieg 1941–1945“, die Medaille „30. Jahrestag des Sieges im Großen Vaterländischen Krieg 1941–1945“ sowie die Medaille „40. Jahrestag des Sieges im Großen Vaterländischen Krieg 1941–1945“.